# Newport (New Hampshire)
Pour les articles homonymes, voir Newport.
La ville de Newport est le siège du comté de Sullivan, situé dans le New Hampshire, aux États-Unis.